# Scolopendra canidens
Scolopendra canidens är en mångfotingart som beskrevs av Newport 1844. Scolopendra canidens ingår i släktet Scolopendra och familjen Scolopendridae. Inga underarter finns listade i Catalogue of Life.